# Bothriembryon mastersi
Bothriembryon mastersi är en snäckart som först beskrevs av Cox 1867.  Bothriembryon mastersi ingår i släktet Bothriembryon och familjen Bulimulidae. Inga underarter finns listade i Catalogue of Life.